# Dinastia Jagiellonă

Blazonul dinastiei

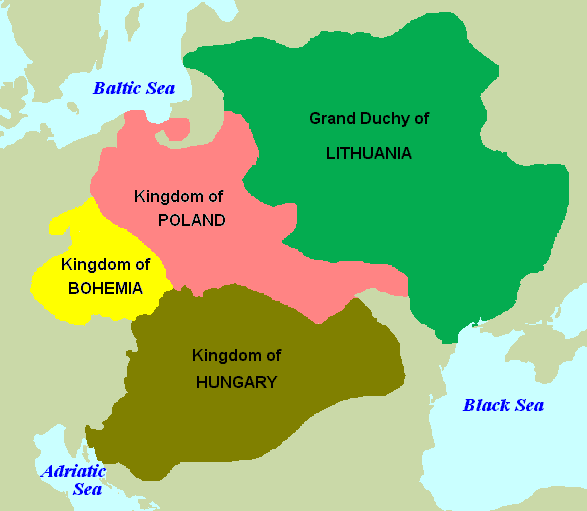
Teritoriile care le controlau Jagiellonii

Dinastia Jagiellonă (în poloneză Jagiellonowie, în lituaniană Jogailaičiai, în maghiară Jagelló, în cehă Jagellonci, (în belarusă Ягелоны), a fost o dinastie regală provenind din Lituania,  Casa Gediminas, care a domnit în Europa Centrală (în prezent Lituania, Belarus, Polonia, Ucraina, Letonia, Estonia, părți din Rusia, Ungaria, Republica Cehă, Slovacia, Croația) între secolele al XIV-lea și XVI-lea.
Membrii dinastiei au fost Marii Duci de Lituaniei (1377-1386 și 1430-1572), Regi al Poloniei (1386-1572), Regi al Ungariei (1440-1444 și 1490-1526), și Regi al Boemiei (1471-1526).
Uniune dinastică între Polonia și Lituania (transformată într-o uniune administrativă completă în 1569) este motivul pentru denumirea de uniune statală "Polonia-Lituania" în referiri.
O scurtă perioadă un Jagiellon a condus atât Polonia cât și Ungaria (1440-1444), alți doi au condus atât Boemia cât și Ungaria (1490-1526) și apoi a continuat ca ramura de est a Casei de Habsburg.

## Numele dinastiei

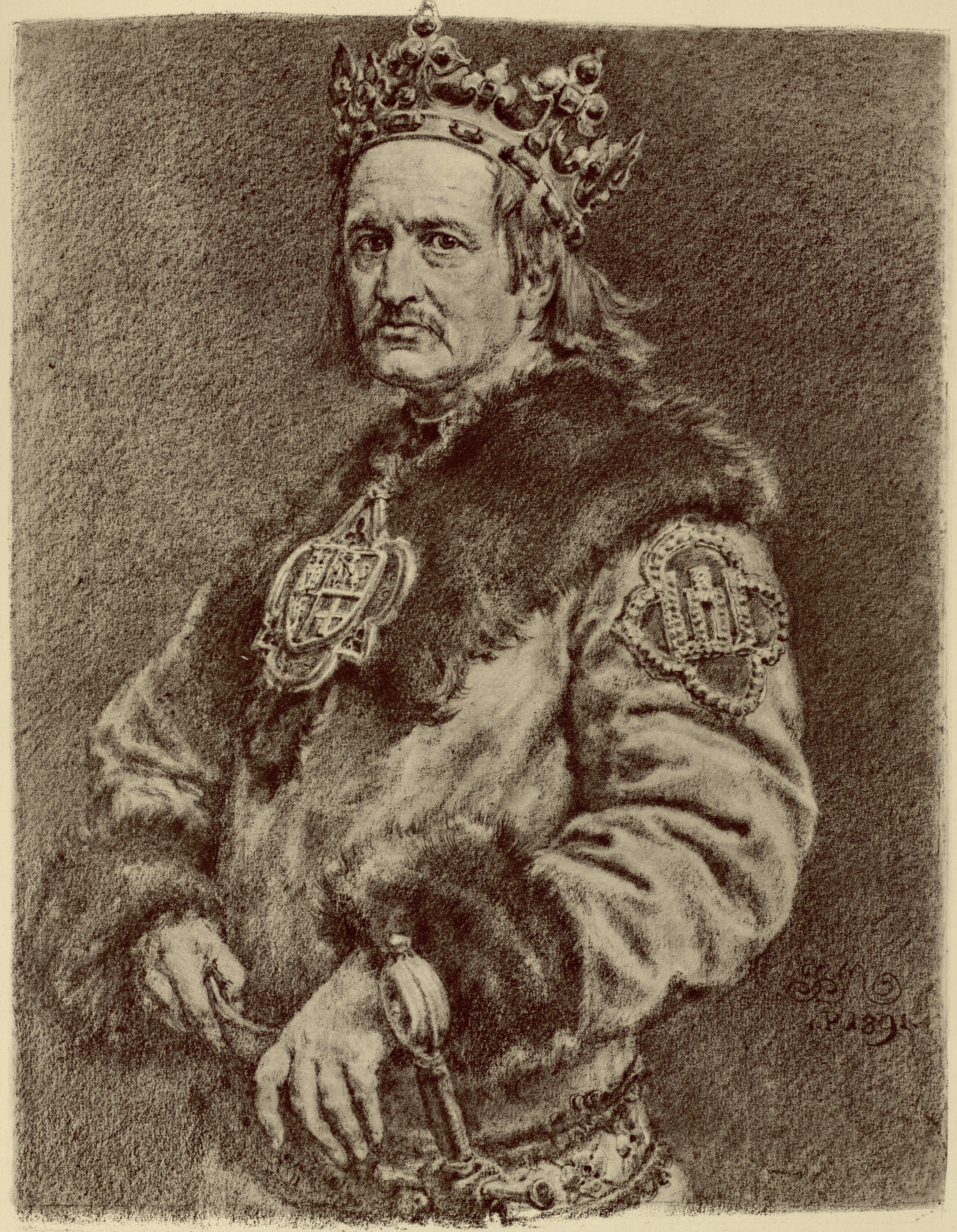
Primul domnitor al dinastiei, Vladislav al II-lea

Domnia Piaștilor, casa care a domnit în Polonia anterior (c. 962 - 1370) s-a încheiat cu moartea lui Cazimir al III-lea.
Gediminzii (în limba lituaniană: Gediminaičiai), predecesorii primului Jagiellonian, au fost conducătorii Lituaniei medievale cu titlul de Marele Duce. Domeniul lor, Marele Ducat al Lituaniei, a fost locuit în principal de lituanieni și ruteni.
Vladislav al II-lea, primul domnitor al dinastiei Jagiellon, și-a început domnia ca Marele Duce al Lituaniei. Apoi s-a convertit la creștinism și s-a căsătorit cu Hedviga de Anjou în vârstă de 11 ani, a Poloniei, a doua din familia angevină dintre conducători  Poloniei. Astfel, el a devenit rege al Poloniei și a fondat dinastia.

## Conducători din dinastia Jagiellonilor
Conducătorii Jagielloni din Lituania și Coroana Regatului Poloniei (cu datele de guvernământ în paranteze) au fost:
- Jogaila (în Lituania 1377-1401, ca Vladislav al II-lea în Polonia 1386-1434)
- Vladislav al III-lea (în Polonia 1434-1444)
- Cazimir al IV-lea al Poloniei (1447-1492)
- Ioan Albert (în Polonia 1492-1501)
- Alexandru Jagiellon (1501-1505)
- Sigismund I (Bătrânul) (1506-1548)
- Sigismund al II-lea August (1548-1572)

După Sigismund al II-lea Augustus, dinastia a suferit modificări suplimentare. Moștenitorii lui Sigismund al II-lea au fost surorile lui, Anna Jagiellon și Caterina Jagiellon.
Acesta din urmă s-a căsătorit cu ducele Ioan din Finlanda, care, astfel, din 1569 a devenit regele Ioan al III-lea al Suediei, și au avut un fiu, Sigismund al III-lea Vasa, ca urmare, filiala poloneză a Jagiellonilor a fuzionat cu Casa de Vasa, care a condus Polonia din 1587 până în 1668. În acest interval a domnit printre alții Ștefan Báthory, soțul fără copii al Anei.

## Vladislav al II-lea al Poloniei

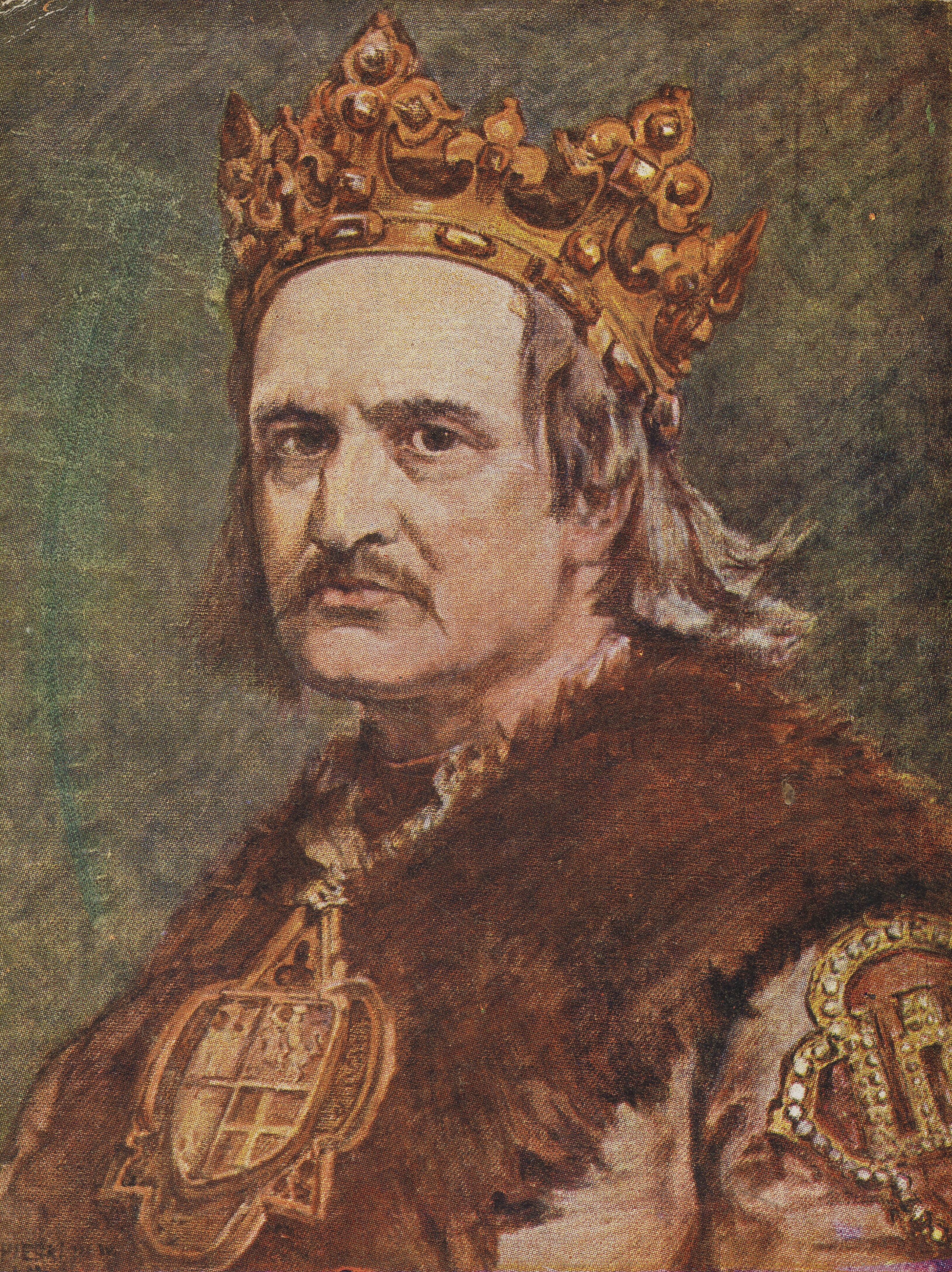
Vladislav al II-lea al Poloniei

Prințul Vladislav devine primul rege Iagello al Poloniei, luându-și titlul de Vladislav al II-lea, în urma căsătoriei din 1386 cu Hedviga de Anjou. Vladislav al II-lea Iagello a fost căsătorit de patru ori, ultima dată cu Sofia (1422), care i-a născut doi urmași , Vladislav al III-lea Iagello și Cazimir al IV-lea Iagello.

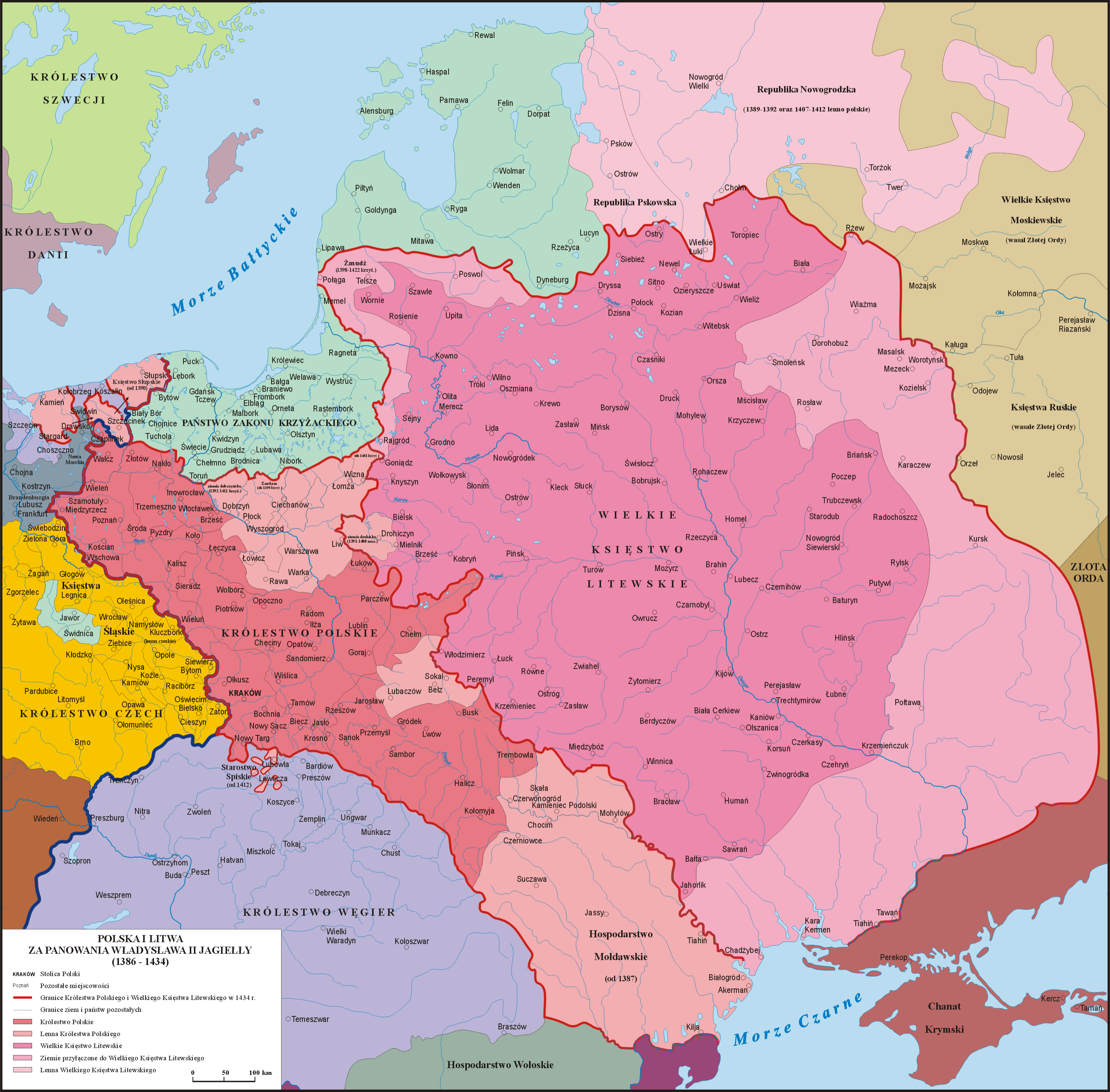
Polonia și Lituania între 1386–1434

Vladislav și regina Hedviga au domnit în calitate de co-monarhi iar pentru că Hedviga a avut, probabil, puțină putere reală, ea a avut un rol activ în viața politică și culturală a Poloniei. În 1387, ea a condus două expediții militare de succes la Rutenia Roșie, recuperând terenurile tatălui ei, Ludovic I al Ungariei, pe care le transferase din Polonia în Ungaria. În 1390, ea a deschis personal negocierile cu Ordinul Teutonic.
Botezul lui Vladislav nu a reușit să pună capăt cruciadelor Cavalerilor Teutoni, care pretindeau convertirea sa a fi falsă, și și-au reînnoit incursiunile sub pretextul că păgânii au rămas încă în Lituania. Cu toate acestea, Ordinul a reușit cu greu să-și susțină cauza acestei cruciade și s-a confruntat cu amenințarea tot mai mare a Regatului Poloniei și Lituaniei, o alianță cu adevărat creștină. Vladislav a sponsorizat crearea Diecezei a lui Vilnius sub episcopul Andrzej Wasilko, fostul duhovnic al Elisabetei a Ungariei. Episcopia controla o mare parte a Ordinului Teutonic, care era subordonat scaunului din Gniezno și nu celui din Königsberg. Probabil că decizia nu a îmbunătățit relațiile lui Vladislav cu Ordinul Teutonic, însă a ajutat să introducă legături mai strânse între Lituania și Polonia, care să permită bisericii poloneze să asiste în mod liber la omagiul lituanian.
În 1389, guvernarea lui Vladislav în Lituania s-a confruntat cu o provocare din partea lui Vytautas, care a respins puterea data lui Skirgaila în Lituania, în detrimentul propriului său patrimoniu. Vytautas a început un război civil în Lituania cu scopul de a deveni Mare Duce. La 4 septembrie 1390, forțele comune ale lui Vytautas și a Marelui Maestru Teutonic, Konrad von Wallenrode, au asediat regiunea Vilnius, care era deținută de regentul lui Vladislav, Skirgaila. Deși cavalerii ridicaseră asediul asupra castelului după o lună, au dus orașul la ruinare. Acest conflict sângeros a fost oprit temporar în 1392, prin Tratatul de la Ostrów, unde Vladislav predase guvernarea Lituaniei lui Vytautas, verișorul său, în schimbul păcii: Vytautas avea să conducă Lituania sub titlul de Mare Duce până la moartea sa, sub suzeranitatea Ducelui Suprem a morahului polonez. Skirgaila a fost mutat din Ducatul Trakai și a devenit prinț de Kiev. Vytautas a acceptat inițial statutul său, dar curând, a început să urmărească independența Lituaniei de Polonia.
Pe 22 iunie 1399, Hedviga a dat naștere unei fiice, Elisabeta Bonifacia, însă după o lună, atât mama cât și fiica au murit, lăsându-l pe Vladislav unicul conducător al Regatului Poloniei, fără moștenitor și fără prea multă legitimitate pentru a conduce regatul. Moartea Hedvigai a subminat dreptul lui Vladislav la tron și ca urmare, vechile conflicte dintre nobilii din Polonia Mică, care îl simpatizau pe Vladislav, și nobilii din Polonia Mare, au început să ia amploare. În 1402, Vladislav s-a căsătorit cu Ana de Celje, o nepoată a lui Cazimir al III-lea al Poloniei, aceasta fiind o combinație politică care îi legimita domnia.
Uniunea regiunii Vilnius și Rodom în 1401 a confirmat statutul lui Vytautas ca Mare Duce sub suzeranitatea lui Vladislav, care asigura titlul de Mare Duce pentru moștenitorii lui Vladislav decât pentru moștenitorii lui Vytautas: în cazul în care Vladislav murea fără moștenitori, boierii lituanieni puteau alege un nou monarh. Din moment ce nu a fost produs încă nici un moștenitor de către nici unul dintre ei, actul era imprevizibil, însă forma legături între Polonia și nobilimea lituaniana și o alianță defensivă permanentă între cele două state, consolidând Lituania împotriva unui nou război cu Teutonii, în care Polonia nu prelua oficial nici o parte.
La sfârșitul anului 1401, noul război împotriva ordinului a suprasolicitat resursele lituanienilor, care s-au luptat pe două fronturi, după revoltele din provinciile din est. Unul dintre frații lui Vladislav, nemulțumitul Švitrigaila, a ales acest moment pentru a stârni revolte și pentru a se declara Mare Duce. Pe 31 ianuarie 1402, s-a prezentat în Marienburg, unde a câștigat sprijinul cavalerilor.
Războiul s-a încheiat cu Tratatul de la Raciąż pe 22 mai 1404. Vladislav a cedat formal regiunea Samogiția și a fost de acord să sprijine ordinul în Pskov, iar în schimb, Konrad von Jungingen s-a angajat să vândă Poloniei, regiunea Dobrzyń și orașul Złotoryja, și să-l sprijine pe Vytautas în încercarea de a revendica Novgorodul. Ambele părți aveau motive bine intemeiate pentru a semna tratatul în acel moment: Ordinul avea nevoie de timp pentru a întări terenurile sale nou dobândite, iar polonezii și lituanienii aveau nevoie pentru a face față provocărilor teritoriale în est și în Silezia.

## Vladislav al III-lea al Poloniei
Domnia tânărului rege a fost dificilă încă de la început. Încoronarea sa a fost întreruptă de un nobil ostil, Spytko de Melsztyn. În următoarea zi, omagiul obișnuit de locuitorii orașului din Cracovia nu a avut loc, din cauza unei dispute între nobili din Mazovia care se certau pe locurile sale din cortegiu. Nici măcar mai târziu, Vladislav nu a avut multe de spus în problemele de stat, care erau executate de clericul și cancelarul puternic, Zbigniew Oleśnicki. Situația nu s-a schimbat nici măcar după Seim (parlamentul polonez) care s-a strâns la Piotrków, în anul 1438, declarând că vârsta de 14 ani a regelui a atins majoratul.
Această situație a continuat până în 1440, când lui Vladislav i s-a oferit coroana tronului Ungariei. Acceptarea coroanei ar fi dus la numeroase probleme. Ungaria se afla sub amenințarea din partea Imperiului Otoman, și câțiva magnați polonezi nu erau de acord ca regele Poloniei să fie și regele Ungariei, în timp ce Elisabeta, văduva regelui decedat al Ungariei, Albert al II-lea al Germaniei, încerca să păstreze coroana pentru copilul ei nenăscut. În ciuda acestor inconveniențe, Vladislav a preluat tronul Ungariei, angajându-se într-un război civil care avea să dureze doi ani, împotriva Elisabetei.
Vladislav nu a avut copii și nu s-a căsătorit niciodată. Cronicarul Jan Długosz, cunoscut pentru antipatia față de Vladislav și tatăl său, a afirmat că era ceva neobișnuit la sexualitatea lui Vladislav, deși Długosz nu a specificat ce anume: prea supus dorințelor carnale (...) nu și-a abandonat obiceiurile obscene și josnice (în poloneză: "zbyt chuciom cielesnym podległy (…) nie porzucał wcale swych sprośnych i obrzydłych nałogów (…)" ).
Vladislav a fost urmat în Regatul Poloniei de fratele său mai tânăr, Ducele de Lituania, Cazimir al IV-lea Jagiellon, după un interval de trei ani. În Ungaria, a fost succedat de rivalul său, regele Ladislau Postumul.

## Cazimir al IV-lea Iagello

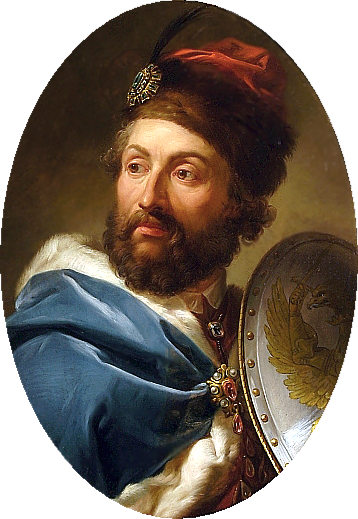
Cazimir IV Iagello

### Mare Duce al Lituaniei
Moartea subită a lui Sigismund Kęstutaitis a lăsat gol postul de Mare Duce al Lituaniei. Voievodul de Trakai, Jonas Goštautas, precum și alți magnați din Lituania, l-au sprijinit pe Cazimir ca un posibil candidat la tron. Cu toate acestea, mulți nobili polonezi au sperat că băiatul în vârstă de 13 ani, ar putea deveni un vicerege pentru regele polonez în Lituania. Cazimir a fost invitat de magnații lituaniei în Lituania, și când a ajuns în Vilnius în 1440, a fost proclamat Mare Duce al Lituaniei pe 29 iunie 1440, de către Consiliul Lorzilor, contrar dorințelor lorzilor polonezi - un act susținut și coordonat de nobilul Jonas Goštautas.
În timpul domniei sale, drepturile lituaniene a nobililor - duci, magnați și boieri, indiferent de religie sau etnie - au fost puși pe picior de egalitate cu nobilii polonezi. În plus, Cazimir a promis să protejeze granițele Marelui Ducat și să nu desemneze persoane din Regatul Poloniei la birourile Marelui Ducat. A acceptat ca deciziile cu privire la chestiunile referitoare la Marele Ducat să nu se facă fără acordul Consiliului Lorzilor. Cazimir a fost singurul domnitor al Lituaniei care a fost botezat la naștere, devenind primul Mare Duce romano-catolic nativ.

### Rege al Poloniei
Cazimir l-a succedat pe fratele său Vladislav al III-lea (ucis în Bătălia de la Varna în 1444) ca Rege al Poloniei, după un interval de trei ani, la 25 iunie 1447. În 1454, s-a căsătorit cu Elisabeta de Austria, fiica Regelui Albert al II-lea de Habsburg și a soției acestuia, Elisabeta de Boemia. Rudele sale îndepărtate, Frederick de Habsburg a devenit Sfântul Împărat Roman și a domnit ca Frederick al III-lea până după moartea lui Cazimir. Căsătoria a consolidat legăturile între casa Iagello și suveranii Ungariei și Boemiei, și l-a pus pe Cazimir în contradicție cu Sfântul Împărat Roman prin rivalitatea internă a Habsburgilor.
În același an, Cazimir a fost abordat de către Confederația Prusacă pentru a-i ajuta împotriva Ordinului Teutonic, care a promis, prin separarea regiunilor prusace, să fie protejat Regatul polonez. Cu toate acestea, când orașele Statului Teuton Monastic din Prusia s-au răzvrătit împotriva Ordinului, aceștia au rezistat cu o putere mai mare decât era de așteptat, urmând Războiul de 13 ani (1454 - 1466). Cazimir și Confederația prusacă i-au învins pe Teutoni, preluând capitala Marienburg (Castelul Malbork). În a doua Pace de la Thorn (1466), Ordinul a recunoscut suveranitatea poloneză asupra regiunilor prusace de vest și suzeranitatea coroanei poloneze asupra Statului Teuton Monastic din Prusia, transformat în 1525 într-un ducat, denumit Ducatul Prusia.
Singurul frate al Elisabetei, Ladislau, rege al Boemiei și Ungariei, a murit în 1457, iar interesele dinastice ale lui Cazimir și ale Elisabetei au fost direcționate, de asemenea, în fostele regate ale fratelui ei.

## Ioan Albert al Poloniei

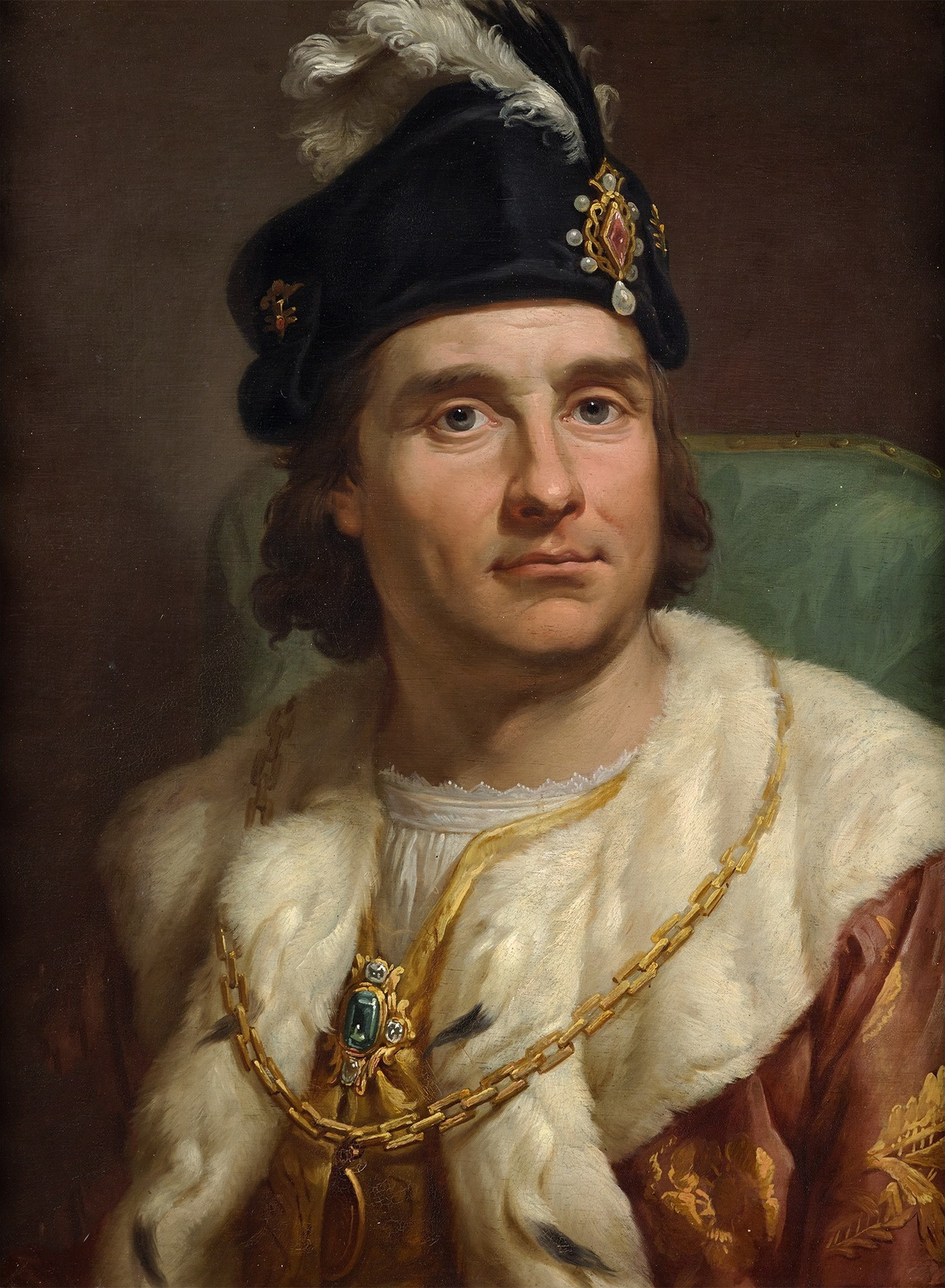
Ioan Albert al Poloniei

Ioan râvnea să pozeze într-un apărător al creștinătății împotriva turcilor otomani, iar circumstanțele i-au fost favorabile. A găsit în fratele său Ladislau, rege al Ungariei și Boemiei, un aliat cu influență dominantă în Europa Centrală, contrapondere pentru mașinațiunile lui Maximilian I, care în 1492 încheiase o alianță împotriva sa cu Ivan al III-lea al Moscovei. Ca suzeran al Moldovei, Ioan era într-o poziție favorabilă pentru a-i ataca pe turci. La conferința de la Leutschau (1494), s-au pus la cale detalii ale expediției de către regii Poloniei și Ungariei și de către prințul elector Ioan Cicero al Brandenburgului, cu cooperarea lui Ștefan al III-lea, voievodul Moldovei, care îi ceruse ajutorul lui Ioan.
În 1496, Ioan a strâns o armată de 80.000 de oameni în Polonia cu mari dificultăți, dar cruciada sa a fost deviată de la scopul ei de invazia subită a Galiției de către voievodul moldovean, care se pare că ar fi fost convins că Ioan încearcă să-l pună pe fratele lui mai mic, Sigismund pe tronul Moldovei. Astfel, polonii au pătruns în Moldova nu ca aliați, ci ca inamici și, după ce au asediat fără succes Suceava, au fost obligați să se retragă după ce au fost învinși în bătălia de la Codrii Cosminului. Una din cauzele acestui eșec răsunător pare a fi fost nesupunerea șleahtei, întrucât la revenirea în țară, Ioan a confiscat sute de moșii nobiliare. În pofida acestor acțiuni, el a păstrat o popularitate deosebită până la sfârșitul vieții.
Cum noul mare maestru al Cavalerilor Teutoni, Friedrich Wettin von Sachsen, a refuzat să depună jurământ de credință coroanei Poloniei, Ioan l-a obligat cu forța armată. El intenționa să supună și mai mult pe teutoni, dar a murit în 1501.

## Alexandru al Poloniei

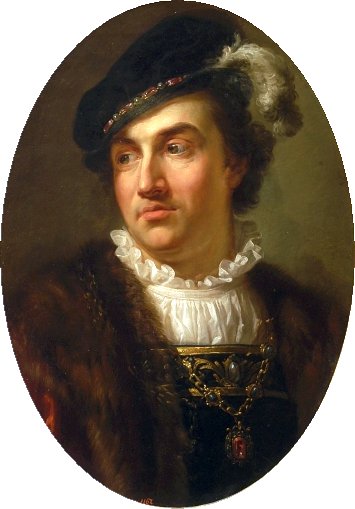
Alexandru al Poloniei

Din lipsă de fonduri, Alexandru a fost în impasibilitatea de a rezista Marelui Maestru al Cavalerilor Teutoni sau de a-l opri pe Marele Duce al Moscovei, Ivan al III-lea, din ruinarea Marelui Ducat al Lituaniei. Ce putea face Marele Duce a Lituanieri era să întărească Smolensk și alte cetăți și să-și pună soția, Elena, fiica țarului, să medieze un armistițiu între tatăl ei și Alexandru, după bătălia dezastroasă de la Vedrosha (1500). În termenii armistițiului, Lituania a trebuit să predea aproximativ o treime din teritoriu său statului rus.
În timpul domniei sale, Polonia a suferit multe umilințe în mâinile principalului subiect: Moldova. Numai moartea lui Ștefan cel Mare, marele domnitor al Moldovei, a permis Poloniei să-și mențină teritoriile lângă Dunăre, în timp ce Papa Iulius al II-lea, care emisese 29 de bule în favoarea Poloniei și i-a acordat ajutor financiar lui Alexandru, i-a permis să limiteze oarecum aroganța Ordinului Teutonic.
Alexandru nu s-a simțit niciodată ca acasă în Polonia, și acorda favorurile sale prietenilor din Lituania, dintre care cel mai notabil a fost bogatul magnat lituanian Michael Glinski, care a justificat încrederea stăpânului său în marea sa vitorie asupra tătarilor la Kleck (5 august 1506), veștile fiind aduse lui Alexandru când acesta se afla pe patul de moarte în Vilnius. Există unele dovezi că acesta ar fi avut un fiu, ceea ce a dus la o ramură supraviețuitoare a Iagellilor, cu toate că acest lucru nu e concludent.

## Sigismund I al Poloniei

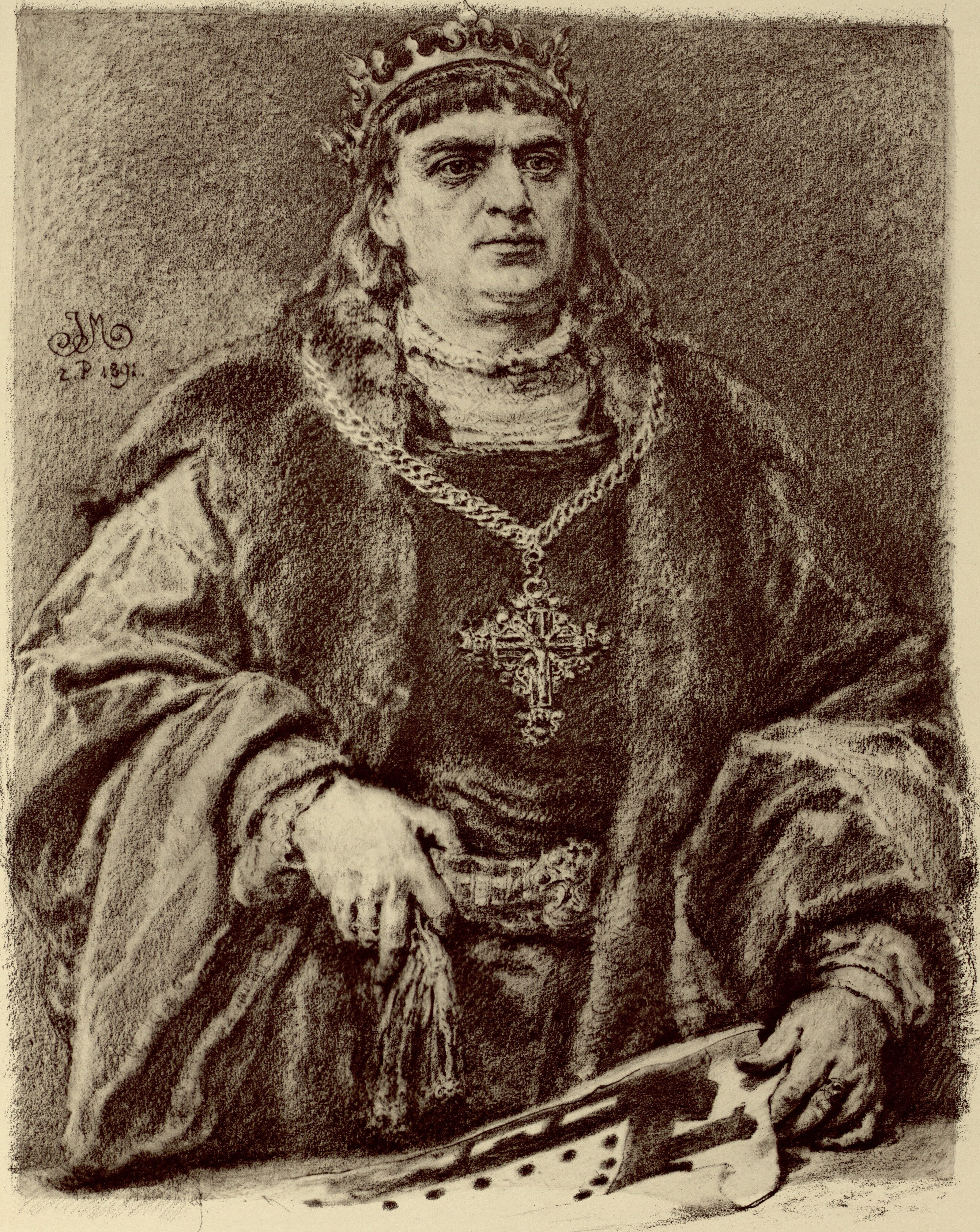
Sigismund I al Poloniei

Sigismund s-a confruntat cu provocarea de a consolida puterea internă, în scopul de a face față amenințărilor externe ale țării. În timpul domniei lui Alexandru, fusese instituită legea Nihil novi, care le interzicea regilor Poloniei să adopte legi, fără acordul Seimului. Acest lucru a stricat relațiile lui Sigismund cu szlachta (nobili polonezi) și magnații.
În ciuda acestui lucru, el a stabilit o armată de recruți și birocrația necesară pentru a-l finanța. El a înființat codurile juridice care formalizau iobăgia în Polonia, blocând țăranii pe moșiile nobililor.
După moartea lui Janusz al III-lea al Masoviei în 1526, Sigismund a reușit să anexeze Ducatul Masoviei. Intermitent în razboiul cu Vasily al III-lea al Moscovei, începând din 1507, (înainte, armata sa era în totalitatea sub comanda lui). Anul 1514 a fost marcat prin căderea cetății Smolensk (sub dominație lituaniană) picând în mâinile forțelor moscovite. Aceste conflicte au făcut parte din războaiele moscovite. În 1515 el a intrat în alianță cu Sfântul Împărat Roman, Maximilian I.
În schimb pentru Maximilian, Sigismund a fost de acord cu căsătoria copiilor fratelui său, Vladislav al II-lea al Boemiei și Ungariei, cu nepoții lui Maximilian. Prin acest contract de căsătorie, Boemia și Ungaria au trecut în Casa Habsburg în 1526, la moartea nepotului lui Sigismund, Ludovic al II-lea.
Îngrijorat de legăturile tot mai mari dintre Habsburgi și Rusia, în 1524 Sigismund a semnat o alianță franco-poloneză cu regele Francisc I al Franței. Cu toate acestea, acordul a căzut după ce Francisc I a fost învins de Carol Quintul în Bătălia de la Pavia (1525).
Războaiele poloneze împotriva Cavalerilor Teutoni s-au încheiat în 1525, când Albert, Ducele de Prusia și nepotul lui Sigismund, s-a convertit la luteranism, securizând Ordinul și aducând omagiu lui Sigismund.

## Sigismund al II-lea August

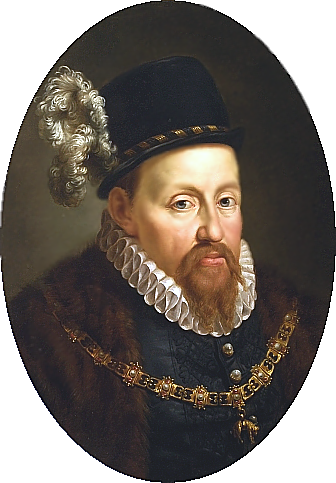
Sigismund al II-lea August

Încă de la începutul domniei sale, Sigismund a intrat în coliziune cu nobilii țării, care începuseră deja limitarea familiilor mari. Cauza de animozitate a nobilimii era cea de-a doua căsătorie a regelui făcută în secret, înainte de a se urca pe tron, cu Barbara Radziwill, fiica hatmanului Jerzy Radziwill. Atât de agitat a fost primul Seim al lui Sigismung (31 octombrie 1548), încât deputații au amenințat că renunță la loialitatea lor, cu excepția în care regele își va repudia soția. Cu toate acestea, el a refuzat și a câștigat alegerile a doua zi.
În 1550, Sigismund a strâns a doua adunare Seim, iar nobilimea a fost mustrată de Piotr Kmita, Mareșalul Seimului, care i-a acuzat de încercarea de a diminua în mod nejustificat, prerogativele legislative ale coroanei.
Moartea reginei Barbara, la cinci luni după încoronarea ei (7 decembrie 1550), în condiții stranii, l-a obligat pe Sigismund să se căsătorească a treia oară cu arhiducesa Ecaterina, o alianță politică cu primul său văr, aceasta fiind sora primei soții, Elisabeta, care murise la un an de la căsătorie, înainte ca Sigismund să urce pe tron.
Sigismund și-a pierdut orice speranță de a avea copii cu a treia soție, acesta fiind ultimul membru de sex masculin din familia Iagello, astfel dinastia fiind amenințată cu dispariția. El a încercat să remedieze acest lucru prin adulter cu două dintre cele mai frumoase femei din oraș, Barbara Giżanka și Anna Zajączkowska, însă nu a putu să conceapă copii cu nici una dintre ele. Seimul era dispus să legitimizeze și să recunoască ca succesor al lui Sigismund, orice moștenitor de sex masculin care îl putea oferi, dar cu toate acestea, regele a murit fără copii.
Căsătoriile regelui au fost o chestiune de mare importanță politică pentru protestanți și catolici. Protestanții polonezi sperau că acesta va divorța și se va recăsători, aducând o ruptura cu Roma, chiar în timpul crizei religioase din Polonia. Sigismund nu a fost liber să se recăsătorească până la moartea reginei Caterina, la 28 februarie 1572, însă acesta a urmat-o șase luni mai târziu.
Domnia lui Sigismund a avut loc într-o perioadă de tulburări interne și externe de expansiune. El a văzut introducerea Reformei protestante în Polonia și Lituania și revoltele democratice care au pus cea mai mare putere politică în mâinile nobililor. A văzut prăbușirea Cavalerilor din nord, care a dus la consolidarea puterii turcilor în sud. O figură mai puțin impunătoare ca tatăl său, elegantul și rafinatul Sigismund al II-lea August a fost totuși un om de stat, chiar mai eficient la cârma țării.

## Boemia și Ungaria

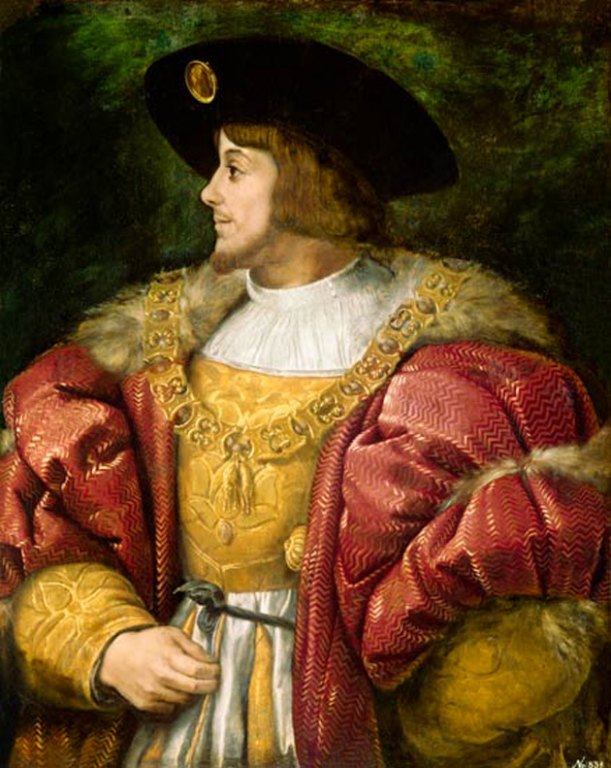
Ludovic al II-lea, ucis în Bătălia de la Mohacs, pictură de Tițian

La un moment dat, Jagiellonii au stabilit controlul dinastic și asupra regatelor Boemia și Ungaria (începând cu 1490), cu Vladislav Jagiello al II-lea. După ce a fost ales și încoronat rege al Ungariei, Vladislav și-a mutat curtea în Ungaria de unde a condus ambele țări și unde copiii lui s-au născut și au crescut.
Regii Jagielloni ai Boemiei și Ungariei.
- Vladislav Jagiello al II-lea
- Ludovic al II-lea al Ungariei și Boemiei ucis în Bătălia de la Mohács (1526), astfel că linia sa regală pe linie masculină s-a stins.
- Anna Iagello, regina consort, sora lui Ludovic al II-lea. Soțul ei, Ferdinand I a fost ales rege al Boemiei și al Ungariei, deși acesta din urmă titlu a fost contestat de către Ioan I Zápolya și fiul său, Ioan Sigismund Zápolya.
- Isabella Jagiello Zapolya din Ungaria, Regina Consort, fiica lui Sigismund I. A fost soția lui Ioan I Zápolya (încoronat contele Ioan Zápolya) și mama lui Ioan Sigismund Zápolya.